# Широкое (Заболотский сельсовет)
 Широкое (бел. Шырокае) — посёлок в Заболотском сельсовете Рогачёвского района Гомельской области Беларуси.

## География

### Расположение
В 13 км на юго-запад от районного центра и железнодорожной станции Рогачёв (на линии Могилёв — Жлобин), 134 км от Гомеля.

## Транспортная сеть
Транспортные связи по просёлочной, затем автомобильной дороге Бобруйск — Жлобин. Планировка состоит из кароткан прямолинейной меридиональной улицы, застроенной деревянными усадьбами.

## История
Основан в начале XX века переселенцами из соседних деревень. Наиболее активная застройка велась в 1920-е годы. В 1930 году жители вступили в колхоз. Во время Великой Отечественной войны в 1944 году каратели сожгли 16 дворов. 4 жителя погибли на фронте. Согласно переписи 1959 года в составе колхоза имени М. И. Калинина (центр — деревня Заболотье).

## Население

### Численность
- 2004 год — 11 хозяйств, 17 жителей.

### Динамика
- 1925 год — 14 дворов.
- 1940 год — 19 дворов, 103 жителя.
- 1959 год — 94 жителя (согласно переписи).
- 2004 год — 11 хозяйств, 17 жителей.